# (21813) Danwinegar
(21813) Danwinegar (1999 TK25) – planetoida z grupy pasa głównego asteroid okrążająca Słońce w ciągu 3,8 lat w średniej odległości 2,43 j.a. Odkryta 3 października 1999 roku.